# Leo Neugebauer
Leo Neugebauer, né le 19 juin 2000 à Görlitz, est un athlète allemand, spécialiste des épreuves combinées, détenteur du record d'Allemagne du décathlon avec 8 961 points.

## Biographie
Son père est un footballeur originaire du Cameroun. Leo Neugebauer rejoint le club d'athlétisme LG Leinfelden-Echterdingen, au sud de Stuttgart. En 2024, il rejoint le VfB Stuttgart.
Il déménage aux États-Unis à Austin pour étudier l'économie en 2019 à l'Université du Texas.
En mars 2022, Leo Neugebauer termine troisième du championnat NCAA indoor de l'heptathlon avec 6 148 points.
Il dépasse pour la première fois la barre des 8 000 points au décathlon en mars à Austin (8 131 points) puis une deuxième fois en juin à Eugene (8 362 points) lors du championnat NCAA terminé deuxième.
Qualifié aux championnats du monde d'athlétisme 2022 à Eugene, il termine dixième avec 8 182 points.

### 2023
En mars 2023, Leo Neugebauer termine une nouvelle fois troisième du championnat NCAA indoor à Albuquerque de l'heptathlon avec 6 214 points.
Trois semaines plus tard, Leo Neugebauer améliore son record personnel du décathlon avec 8 478 points et se qualifie pour les championnats du monde d'athlétisme 2023 à Budapest et pour les jeux olympiques d'été 2024 à Paris.
Le 8 juin 2023, à l'âge de 22 ans, il devient champion NCAA  du décathlon avec 8 836 points, battant le record national d'Allemagne de Jürgen Hingsen de quatre points. Le score de Neugebauer améliore aussi le record universitaire américain de 8 720 points établi par Kyle Garland en mai 2023 et le record du championnat de 8 457 points établi par Ashton Eaton lorsqu'il a remporté le titre NCAA en 2010. Il devient également le 8e meilleur performeur de tous les temps.

### 2024
En mars 2024, Leo Neugebauer gagne pour la première fois le championnat NCAA indoor de l'heptathlon avec 6 347 points à Boston en battant également le record d'Allemagne de Frank Busemann de plus de 50 points. Le 6 juin 2024 à Eugene à l'occasion des championnats NCAA en plein air, il remporte l'épreuve du décathlon avec un total de 8 961 pts, améliorant son propre record d'Allemagne et devenant le sixième performeur de tous les temps.
Lors des Jeux olympiques de 2024, il remporte la médaille d'argent à l'épreuve du décathlon, avec un total de 8 748 points.

## Palmarès
| Date | Compétition                   | Lieu     | Résultat | Épreuve   | Points    |
| ---- | ----------------------------- | -------- | -------- | --------- | --------- |
| 2017 | Championnats du monde cadets  | Nairobi  | 3e       | Décathlon | 7 204 pts |
| 2019 | Championnats d'Europe juniors | Borås    | 4e       | Décathlon | 7 669 pts |
| 2022 | Championnats du monde         | Eugene   | 10e      | Décathlon | 8 182 pts |
| 2023 | Championnats du monde         | Budapest | 5e       | Décathlon | 8 645 pts |
| 2024 | Jeux olympiques               | Paris    | 2e       | Décathlon | 8 748 pts |

## Records
| Épreuve           | Performance   | Lieu     | Date            |
| ----------------- | ------------- | -------- | --------------- |
| 100 mètres        | 10 s 61       | Austin   | 7 juin 2023     |
| Saut en longueur  | 8,00 m        | Budapest | 25 aout 2023    |
| Lancer du poids   | 17,46 m       | Eugene   | 5 juin 2024     |
| Saut en hauteur   | 2,09 m        | Boston   | 8 mars 2024     |
| 400 mètres        | 47 s 08       | Austin   | 7 juin 2023     |
| 110 mètres haies  | 14 s 33       | Austin   | 30 mars 2023    |
| Lancer du disque  | 58,70 m       | Walnut   | 19 avril 2024   |
| Saut à la perche  | 5,30 m        | Wetzlar  | 21 juillet 2024 |
| Lancer du javelot | 58,99 m       | Austin   | 8 juin 2023     |
| 1 500 mètres      | 4 min 42 s 68 | Eugene   | 9 juin 2022     |
| Décathlon         | 8 961 pts(NR) | Eugene   | 6 juin 2024     |

| Épreuve         | Performance    | Lieu        | Date            |
| --------------- | -------------- | ----------- | --------------- |
| 60 mètres       | 6 s 96         | Albuquerque | 2 février 2024  |
| Longueur        | 7,92 m         | Lubbock     | 23 février 2024 |
| Poids           | 17,10 m        | Louisville  | 13 janvier 2024 |
| Hauteur         | 2,09 m         | Boston      | 8 mars 2024     |
| 60 mètres haies | 8 s 17         | Lubbock     | 27 janvier 2023 |
| Perche          | 5,16 m         | Boston      | 9 mars 2024     |
| 1 000 mètres    | 2 min 43 s 55  | Albuquerque | 11 mars 2023    |
| Heptathlon      | 6 347 pts (NR) | Boston      | 9 mars 2024     |